# Ватъёган (приток Трайгородской)
Ватъёган (устар. Ват-Еган) — река в Ханты-Мансийском АО России. Устье реки находится в 186 км по правому берегу реки Трайгородская, которая в этом месте и образуется слиянием Ватъёгана с Волъёганом. Длина реки составляет 133 км, площадь водосборного бассейна 950 км². Высота истока — 100 м над уровнем моря.

## Притоки
- 34 км: Чёндыхъёган
- Берёзовый
- 102 км: Малый Ватъёган
- 111 км: Вянтькор
- 115 км: Озёрная

## Данные водного реестра
По данным государственного водного реестра России относится к Верхнеобскому бассейновому округу, водохозяйственный участок реки — Обь от впадения реки Васюган до впадения реки Вах, речной подбассейн реки — Васюган. Речной бассейн реки — (Верхняя) Обь до впадения Иртыша.